# La Vie matérielle
La Vie matérielle, sous-titré Marguerite Duras parle à Jérôme Beaujour, est un recueil de textes de Marguerite Duras paru le 1er juin 1987 aux éditions P.O.L. Il est rédigé en collaboration avec Jérôme Beaujour.

## Résumé
« Ce livre, écrit Marguerite Duras, n'a ni commencement ni fin, il n'a pas de milieu. Du moment qu'il n'y a pas de livre sans raison d'être, ce livre n'en est pas un ». Dès lors, dans « cette espèce de livre qui n'en est pas un », Marguerite Duras « parle de tout et de rien comme chaque jour, au cours d'une journée comme les autres, banale », et dit « prendre la grande autoroute de la parole », sans s'attarder sur rien de particulier.
De courts textes se suivent, mêlant autobiographie et essai. Marguerite Duras revient sur les thèmes de son œuvre : la femme (mère, amante, femme au foyer), l'ivresse alcoolique, la rencontre avec Yann Andréa, tout en évoquant les personnages qui peuplent ses romans (l'amant chinois, Lol V. Stein...) et ses conceptions littéraires, théâtrales et cinématographiques.

## Éditions
- Éditions P.O.L, 1987  (ISBN 2867440866)
- Éditions Gallimard, coll. « Folio ».

La Vie matérielle a été traduit dans plusieurs pays : Allemagne, Angleterre, Chine, Danemark, Espagne, Finlande, Grèce, Pays-Bas, Israël, Italie, Japon, Pays-Bas, Portugal, Royaume-Uni, République tchèque, Suède, Taïwan, Turquie, États-Unis et Yougoslavie.

## Adaptations

### Théâtre
- Outside, La Vie matérielle, mise en scène d'Anne-Marie Lazarini, Théâtre Artistic Athévains, 2005.
- Création théâtre de Claire Deluca.
- La Vie matérielle de Marguerite Duras, mise en scène William Mesguich, Théâtre Lucernaire, 2023.

### Cinéma
- Le Coupeur d'eau, d’après un texte de La Vie matérielle, court-métrage de Philippe Tabarly, 1990.
- Vie matérielle, d’après Le Coupeur d’eau extrait de La Vie matérielle, court-métrage de Franck Helson, 2004.